# Chimonobambusa hejiangensis
Chimonobambusa hejiangensis är en gräsart som beskrevs av Cheng De Chu och Chi Son Chao. Chimonobambusa hejiangensis ingår i släktet Chimonobambusa och familjen gräs. Inga underarter finns listade i Catalogue of Life.